# Потоп (фільм, 2007)
«Потоп» (англ. Flood) — фільм-катастрофа британського режисера Тоні Мітчелла, знятий за однойменним романом Річарда Дойла. Головні ролі виконали Том Кортні, Роберт Карлайл, Джессалін Ґілсіґ і Девід Суше. Прем'єра відбулася 24 серпня 2007 року у Великій Британії, в Україні — 6 грудня.
Кошторис фільму склав 24 млн дол., касові збори — 8,272 млн дол. Попри те, що фільм британського виробництва, його прем'єра у Великій Британії обмежилась показом тільки в одному лондонському кінотеатрі, де зібрали 21,856 тис. дол. Найбільш прибутковим став прокат у Китаї — 6,126 млн дол. В Україні касові збори склали 234,473 тис. дол.

## Сюжет
Штормовий сплеск у Північному морі затоплює частину Шотландії та прямує на південь вздовж східного узбережжя Великої Британії. Згідно з прогнозом керівника Метеорологічного офісу Кейта Гопкінса шторм рухається в бік Нідерландів, та за кілька хвилин він змінює напрямок і прямує до Лондона. Професор Леонард Моррісон повідомляє, що бар'єр Темзи не стримає такий рівень води й частина міста буде затоплена. З огляду на цю інформацію віцепрем'єр-міністр Кемпбелл оголошує надзвичайний стан і розпочинає евакуацію населення. Леонард Моррісон разом із сином Робом та невісткою Сем підіймають брами бар'єру.
За три години вода досягає Лондона, переповнює бар'єр і величезна хвиля несеться Темзою поступово затоплюючи прилеглі частини міста. Роб і Сем пірнають у воду в надії на порятунок, а Леонард залишається на опорі — його рятують військові та доправляють у місцеперебування віцепрем'єр-міністра Кемпбелла, комісарки Патріші Неш, генерал-майора Ешкрофта та керівника Метеорологічного офісу Кейта Гопкінса.
Роб і Сем опиняються в метро разом з іншими вцілілими. Вода поступово прибуває, однак їм вдається врятуватися — підземною вентиляційною шахтою вони дістаються гори й опиняються над затопленою Трафальгар-сквер. Там Роб зв'язується з батьком і за ними відправляють вертоліт.
Леонард Моррісон повідомляє, що Лондон може назавжди залишитися під водою, і пропонує під час відпливу опустити брами бар'єру, щоб вода вийшла з міста. Разом зі своїм сином та невісткою він відправляється на бар'єр для здійснення операції. Однак генерал-майор Ешкрофт уважає цей план небезпечним і шукає підтримки в прем'єра-міністра, щоб знищити бар'єр авіаударом. Своєю чергою комісарка Неш переконує прем'єр-міністра дати шанс Моррісону.
На бар'єрі Сем повідомляє, що кімната управління затоплена, і той, хто туди відправиться — загине. Вона вирішує стати добровольцем, але Роб її відмовляє, ухвалюючи рішення, що піде він. У цю мить Леонард тихо збирає спорядження й відправляється сам. Через тривалість  операції прем'єр-міністр дає дозвіл на знищення бар'єру. В останню мить перед авіаударом їм вдається опустити брами й наказ про знищення терміново скасовують. План спрацьовує — вода залишає Лондон.

## Акторський склад
- Роберт Карлайл — Роб Моррісон
- Джессалін Ґілсіґ — Сем Моррісон
- Том Кортні[en] — професор Леонард Моррісон
- Джоанн Воллі — комісарка Патріша Неш
- Девід Суше — віцепрем'єр Кемпбелл
- Найджел Плейнер[en] — Кейт Гопкінс
- Поппі Міллер[en] — Ніккі Фуллер
- Релф Браун[en] — Ніл Стеффорд
- Джейд Девідсон — Мел Стеффорд
- Піп Торренс[en] — офіцер зв'язку з армією Річардсон
- Девід Гейман[en] — генерал-майор Ешкрофт
- Ґоттфрід Йон[en] — Артур Моєс
- Нетелі Боултт[en] — Кейт Моррісон
- Джорджіо Лупано[it] — Тоні Ломбарді
- Енгус Барнетт[en] — Білл
- Том Гарді — Зак
- Сьюзен Вулдрідж[en] — Пенні
- Джон Бенфілд[en] — Френк
- Мартін Болл[en] — Ваятт
- Чечілія Дацці[it] — Анна
- Сера Ленґрідж — Клер

## Виробництво
Фільм знімали одинадцять тижнів у ПАР та два тижні в Лондоні навесні 2006 року. У ньому використані складний дизайн та спеціальні ефекти для відображення відомих пам'яток Лондона, серед яких Лондонське метро, Вестмінстерський палац та арена «О2», які частково занурені під воду.

## Касові збори
Під час показу в Україні, що розпочався 6 грудня 2007 року, протягом перших вихідних фільм демонстрували на 20 екранах, що дозволило йому зібрати $109,449 і посісти 2 місце в кінопрокаті того тижня. Фільм опустився на четверту сходинку українського кінопрокату наступного тижня, хоч і демонструвався на 20 екранах і зібрав за ті вихідні ще $51,681. Загалом фільм в кінопрокаті України пробув 4 тижні і зібрав $234,473, посівши 64 місце серед найбільш касових фільмів 2007 року.
| Регіон          | Прем'єра        | Касові збори (дол. США) |
| --------------- | --------------- | ----------------------- |
| Велика Британія | 24 серпня 2007  | 21,856                  |
| Росія/СНД       | 6 грудня 2007   | 1,290,238               |
| Україна         | 6 грудня 2007   | 234,473                 |
| Малайзія        | 28 лютого 2008  | 270,857                 |
| Сінгапур        | 3 квітня 2008   | 139,564                 |
| Філіппіни       | 23 липня 2008   | 188,916                 |
| КНР             | 14 вересня 2008 | 6,126,825               |